# 白花鸢尾
白花鸢尾（学名：Iris tectorum f. alba）为鸢尾科鸢尾属鸢尾下的一个变型。

## 扩展阅读
- 維基物種上的相關：白花鸢尾